# Vlaška (Mladenovac)
Vlaška (Servisch cyrillisch Влашка) is een plaats in de Servische gemeente Mladenovac. De plaats telt 2547 inwoners (2002).